# Puljujärvi (sjö, lat 67,48, long 25,60)
Puljujärvi är en sjö i Finland. Den ligger i kommunen Kittilä i landskapet Lappland, i den norra delen av landet, 800 km norr om huvudstaden Helsingfors. Puljujärvi ligger 203,4 meter över havet. Arean är 41,6 hektar och strandlinjen är 2,7 kilometer lång. Sjön  ingår i Kemi älvs huvudavrinningsområde.   Den ligger vid sjön Kelontekemäjärvi.